# Liste des maires de Pretoria et de Tshwane
La liste des maires de  Pretoria et de Tshwane désigne les chefs des exécutifs locaux ayant géré le district de Pretoria (1857-1900), la ville de Pretoria (1902-1931), la municipalité de Pretoria (1931-1994), la métropole et les communes du Grand Pretoria (1995-2000) et, depuis 2001, la municipalité métropolitaine de Tshwane. 
À l'origine, en 1857, la gestion du district de Pretoria, repose sur un administrateur local portant le titre officiel de landdrost. Nommé par le président de la république sud-africaine du Transvaal, le landdrost est le premier magistrat du district. Il est notamment chargé de tenir le cadastre et de délivrer des certificats de propriété. Il dispose aussi de pouvoirs de police lui permettant notamment de recourir à la force publique pour faire exécuter les décisions administratives ou les jugements. Progressivement, ses fonctions évoluent vers le pilotage d'une administration locale, sous l'autorité du gouvernement de la République. Après une tentative avortée en 1864, le premier conseil municipal est établi en décembre 1896 par le président Paul Kruger. Ce conseil municipal est alors composé de 11 membres parmi lesquels le Landdrost tient le rôle majeur pour représenter et administrer la ville. Après la seconde guerre des Boers, l'autorité exécutive locale est confiée au conseil municipal dont les membres sont désormais élus par les citoyens de la ville. Le maire est alors élu par ses pairs parmi les conseillers municipaux pour un mandat d'un an renouvelable. Ses fonctions sont alors essentiellement protocolaires. Depuis 2000 et la réorganisation des pouvoirs locaux, créant notamment des municipalités métropolitaines, le maire de Tshwane, élu par la majorité municipale pour un mandat de 5 ans, est détenteur de l'autorité exécutive avec des pouvoirs similaires à celui du premier ministre provincial. 
Confiné d'abord à son centre historique, la ville de Pretoria connait un premier élargissement notable de son périmètre et de sa superficie dans les années 1880 avec l'incorporation de ses premiers faubourgs (Sunnyside, Arcadia, Muckleneuk, Les Marais, Pretoria West, Villieria, New Muckleneuk, Riviera).  
En 1931, la ville acquiert le statut de municipalité et incorpore la municipalité voisine d'Innesdale. En 1949, elle absorbe la municipalité voisine d'Hercules située au nord de Pretoria puis en 1964 celles de Silverton et de Pretoria North.
En 1995, les municipalités de l'aire urbaine de Pretoria (Pretoria, Akasia) sont dissoutes. Toute la région urbaine de Pretoria, mais aussi la zone rurale, est administrativement réorganisée. Ses villes (Pretoria, Centurion), ses townships (Mamelodi, Atteridgeville, Mabopane, Soshanguve ...) et zones de gestion sont notamment réorganisées dans 3 sous-structures municipales, toutes coiffées par une autorité métropolitaine faisant office de district régional assurant la coordination entre ces nouvelles diverses entités administratives. 
Depuis décembre 2000, et en application de la loi sur les gouvernements locaux de 1998, ces 3 sous-structures municipales et le conseil métropolitain ont fusionné pour former une seule municipalité exécutive et centralisée : la municipalité métropolitaine unifiée de Tshwane.

## District de Pretoria (1857-1900)
| Nom du landdrost                       | Début de mandat  | Fin de mandat    | Annotation                                                          |
| Andries Francois du Toit               | 2 mai 1857       | 31 décembre 1859 | Premier Landdrost de Pretoria, nommé par Marthinus Wessel Pretorius |
| Frederik Korsten Mare (1821-1895)      | 19 juillet 1861  | 3 novembre 1863  |                                                                     |
| William Skinner                        | 1869             | 1878             |                                                                     |
| Johannes Christoffel Krogh (1846-1921) | 1er juin 1878    | 31 décembre 1878 |                                                                     |
| John Robert Lys (1829-1880)            | 1878             | 1880             | Nommé par Lord Shepstone                                            |
| Johan Carel Preller                    | 1880             |                  | jamais entré en fonction à cause de la première Guerre des Boers    |
| Johan de Villiers                      | 1881             | 1882             |                                                                     |
| Carel Frederik Ziervogel (1825-1886)   | 1882             | 1886             |                                                                     |
| C. E. Schutte                          | 1897             | 1898             |                                                                     |
| Pieter J. Potgieter                    | 29 décembre 1898 | 5 juin 1900      |                                                                     |

## Ville (1902-1931) et municipalité de Pretoria (1931-1995)

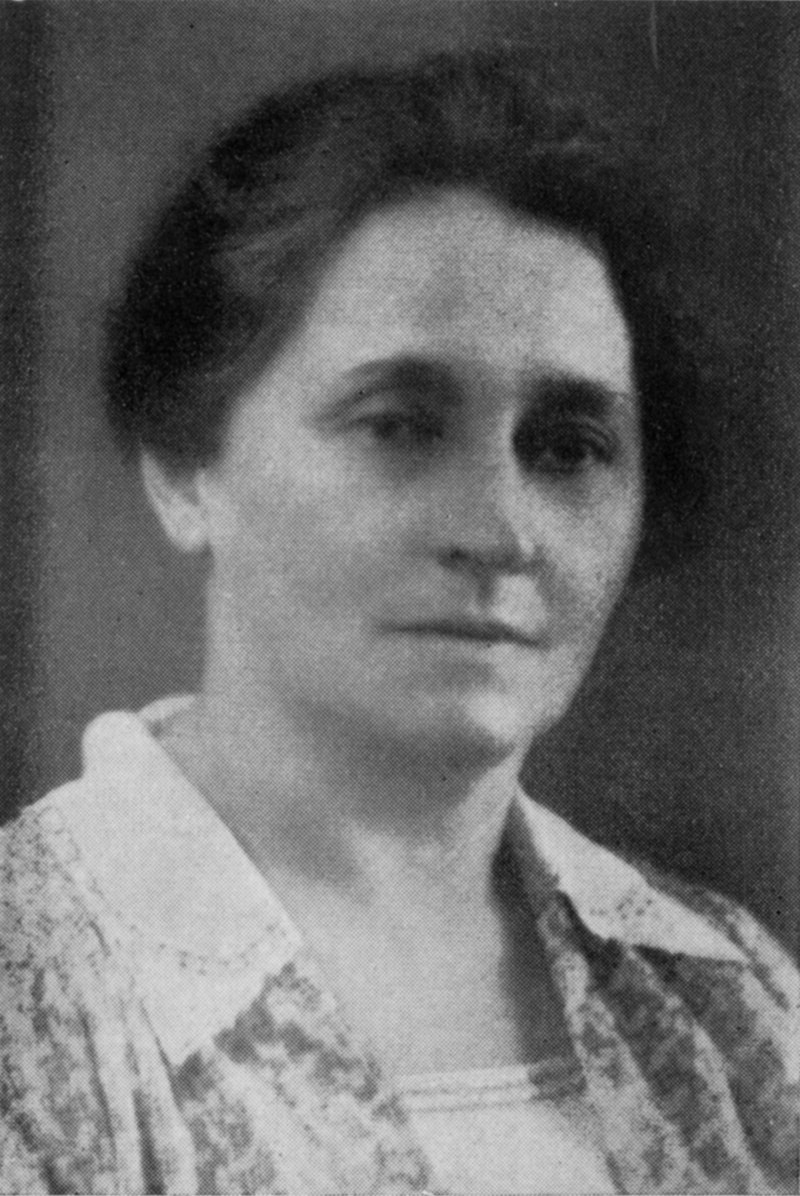
Mabel Catherine Malherbe, première femme maire d'une ville d'Afrique du Sud en 1931

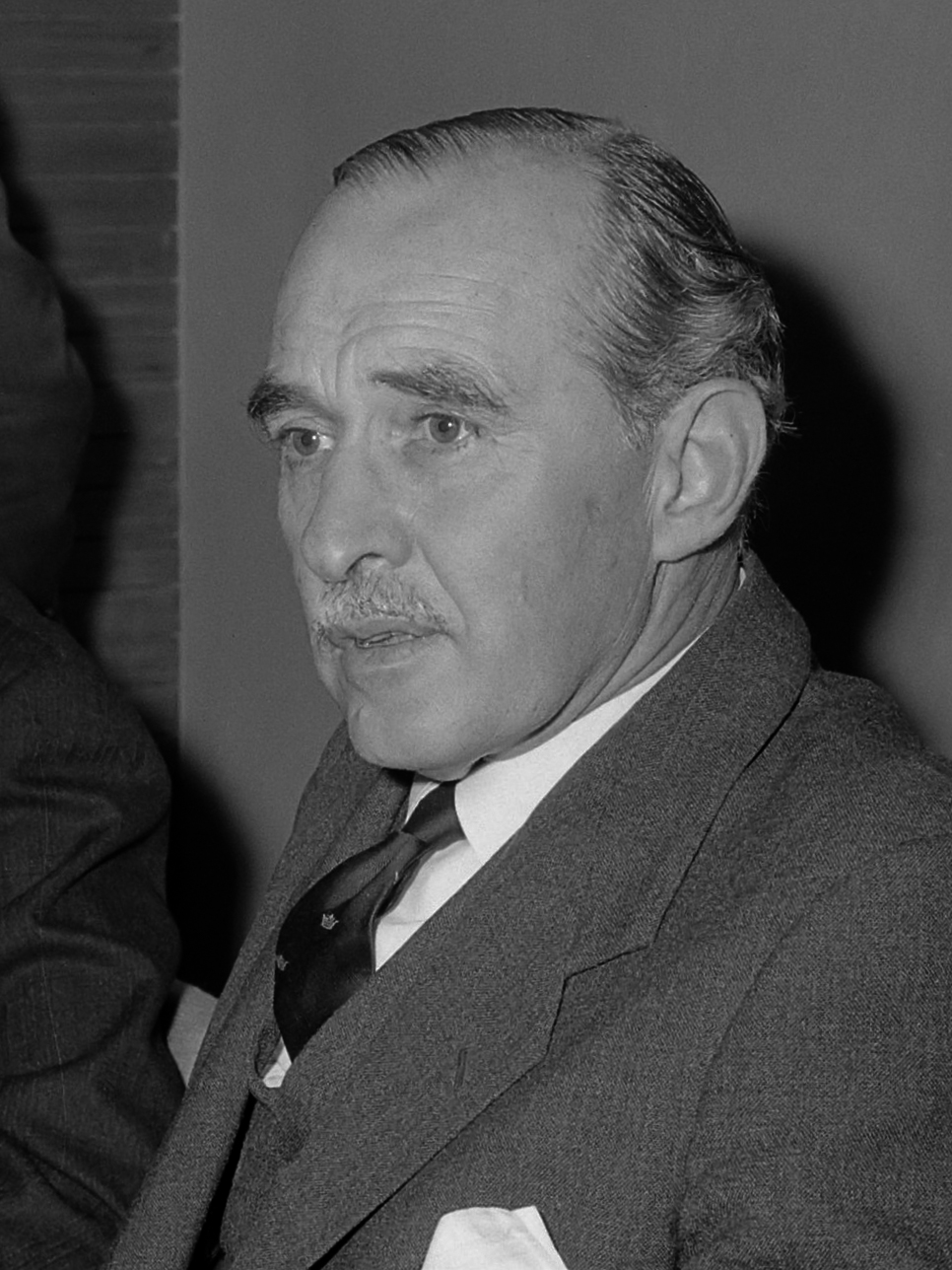
Hilgard Muller maire de Pretoria de 1953 à 1955

| Nom du maire                                    | Parti          | Début de mandat | Fin de mandat | Annotation |
| Richard Kelsky Loveday                          |                | 1902            | 1903          | Président du conseil municipal (Burgomaster) nommé par Lord Roberts |
| Edmund Francis Bourke                           |                | 1903            | 1904          | premier maire élu |
| Andrew Johnstone                                |                | 1904            | 1905          | |
| Johannes van Boeschoten (1862-1937)             |                | 1905            | 1906          | Premier mandat |
| John Johnstone Kirkness                         |                | 1906            | 1907          | |
| Samuel Radford Savage (1863-1920)               |                | 1907            | 1908          | Médecin |
| Johannes van Boeschoten (1862-1937)             |                | 1908            | 1911          | autres mandats successifs |
| Andrew Johnstone                                |                | 1911            | 1915          | |
| Constantino William Giovanetti (1868-1940)      |                | 1915            | 1920          | Trois mandats durant la première guerre mondiale. MP de Pretoria-Est pour le parti unioniste (1920-1921) puis pour le parti sud-africain de 1921 à 1935.                                                                      |
| Herbert Prior Veale (1865-1942)                 |                | 1920            | 1921          | Médecin et radiologue |
| George Henry Brink (1877-1958)                  |                | 1922            | 1925          | Premier mandat |
| William Duxbury                                 |                | 1925            | 1926          | Avocat |
| Claudius Marais de Vries                        |                | 1926            | 1928          | |
| Mabel Catherine Malherbe                        | parti national | 1931            | 1932          | Première femme maire d'une ville d'Afrique du Sud et première femme afrikaner MP de 1934 à 1938 |
| Ivan Solomon                                    | Parti uni      | 1932            | 1936          | |
| Horatio William Dely                            | Parti uni      | 1936            | 1937          | |
| James Joseph Cooke                              | Parti uni      | 1938            | 1939          | |
| Barend Johannes (Ben) Swart                     | Parti uni      | 1939            | 1940          | |
| D. Junod                                        | Parti uni      | 1943            | 1944          | |
| Tom J. Jenkins (1883-1966)                      |                | 1944            | 1944          | Conseiller municipal d'Arcadia puis de Riviera et de Rietondale. Maire de Margate (Natal) en 1946. |
| George Henry Brink (1877-1958)                  |                | 1944            | 1945          | Second mandat |
| Thomas James Frates (1910-1961)                 | parti national | 1946            | 1947          | Membre du parlement (parti national) pour la circonscription de Koedoespoort (1948-1958) |
| Jan Hendrik Visse (1913-1980)                   |                | 1951            | 1953          | Membre du parlement (parti national) pour Prinshof |
| Hilgard Muller                                  | parti national | 1953            | 1955          | Ministre des affaires étrangères dans les années 1960 |
| W.J. Seymore                                    |                | 1955            | 1956          | |
| Willem Jacobus Britz                            |                | 1956            | 1957          | |
| Barend Matheus (Ben) van Tonder                 |                | 1957            | 1958          | Premier mandat |
| Lukas Johannes Van den Berg (1912-?)            |                | 1958            | 1959          | |
| Johannes Cornelius Otto                         | parti national | 1959            | 1960          | Membre du parlement (parti national) pour la circonscription de Koedoespoort (1961-1974) puis pour celle de Gezina |
| Tjaart Hendrik Janse van Vuuren                 |                | 1960            | 1961          | |
| Ernest Smit                                     | Indépendant    | 1962            | 1963          | |
| Piet van der Walt                               |                | 1963            | 1965          | Criminologue, professeur d'université |
| Barend Matheus (Ben) van Tonder                 |                | 1965            | 1966          | Second mandat |
| Jozua Francois Becker                           |                | 1966            | 1967          | |
| Hugo K. Truter                                  |                | 1967            | 1968          | |
| Philip Rudolph Nel                              |                | 1968            | 1969          | Architecte |
| Louis Albert Cloete (1905-?)                    |                | 1969            | 1970          | Fonctionnaire (1929-1967) |
| Gerhard J. Davidtsz                             | parti national | 1970            | 1971          | |
| G.J. Malherbe                                   | parti national | 1972            | 1973          | |
| Herman J. Venter                                | parti national | 1973            | 1974          | Criminologue, professeur d'université |
| C.A. Young                                      | parti national | 1974            | 1975          | |
| Klasie Coetsee (1916-2000)                      | parti national | 1975            | 1976          | |
| H.P. Botha                                      | parti national | 1976            | 1977          | |
| Johan H. Greyvenstein                           | parti national | 1977            | 1978          | |
| Fanie van Rensburg (1914-1996)                  | parti national | 1980            | 1981          | |
| Servaas Venter (1918-2011)                      | parti national | 1981            | 1982          | |
| Pieter Retief Smith                             | parti national | 1982            | 1983          | Lors des élections municipales du 1er mars 1982, le parti national et ses alliés remportent la majorité des 36 sièges contre 6 sièges au HNP et 3 sièges au parti progressiste fédéral                                        |
| Fanie van Jaarsveld                             | parti national | 1983            | 1984          | |
| Charl Johannes van Heerden (1920-1997)          | parti national | mars 1984       | mars 1985     | |
| Fanie van Jaarsveld                             | parti national | 1985            | 1986          | |
| Johannes Jacobus Steyn van der Spuy (1915-1996) | parti national | 1986            | 1987          | |
| Chris Swart                                     | parti national | 1987            | 1988          | |
| Willem du Plessis (Bill) Heunis (-2006)         | parti national | 1988            | 1989          | |
| Ernie Jacobson (né en 1939)                     | parti national | 1989            | 1990          | Conseiller municipal de 1982 à 2011 Chef du nouveau parti national au conseil municipal (2001-2004). Membre du Congrès national africain à partir de septembre 2004 membre du comité exécutif chargé des finances (2009-2011) |
| François Morkel                                 | parti national | 1990            | 1991          | |
| Bob Zylstra                                     | parti national | 1991            | 1992          | |
| James Leach                                     | parti national | 1992            | 1993          | |
| Nico Stofberg                                   | parti national | 1993            | 1994          | |
| Cor J. Uys                                      | parti national | 1994            | 1994          | En décembre, le conseil municipal de Pretoria est dissous et remplacé par un conseil transitoire |

## Conseil municipal de transition (1995)
| Nom du maire          | Parti                     | Début de mandat | Fin de mandat | Annotation |
| Peter Holmes Maluleka | Congrès national africain | janvier 1995    | novembre 1995 | La sous-structure centrale du conseil métropolitain est placée sous la direction de Louis Cloete Jr. (NP) et de Jackie Masemola (ANC) |

## Conseil métropolitain et conseils municipaux de communes

### Conseil métropolitain du Grand Pretoria
| Nom du maire            | Parti                     | Mandat    |
| ----------------------- | ------------------------- | --------- |
| Piet Olivier            | parti national            | 1995-1996 |
| Nombuyiselo Joyce Ngele | congrès national africain | 1996-2000 |

#### Ville de Pretoria
| Nom du maire                   | Parti                     | Mandat    |
| ------------------------------ | ------------------------- | --------- |
| Johannes Lebone Slo Ramokhoase | Congrès national africain | 1995-1996 |
| Karel Swanepoel                | Parti national            | 1996-1999 |
| Daniel Mampuru                 | Congrès national africain | 1999-2000 |

#### Ville de Centurion
| Nom du maire      | Parti                                     | Mandat    |
| ----------------- | ----------------------------------------- | --------- |
| George van Dyk    | Parti national                            | 1995-1996 |
| Frans Smith       | Parti national                            | 1996-1997 |
| Rita Aucamp       | Parti national                            | 1997-1998 |
| Christa Spoelstra | nouveau parti national/parti démocratique | 1999-2000 |

#### Commune d'Akasia/Soshanguve
| Nom du maire      | Parti                     | Mandat    |
| ----------------- | ------------------------- | --------- |
| Olivier Lukhuleni | Congrès national africain | 1995-2000 |

## Municipalité métropolitaine unifiée de Tshwane
| Nom du maire                  |  | Parti    | Mandat                                |
| ----------------------------- |  | -------- | ------------------------------------- |
| Smangaliso Mkhatshwa          |  | ANC      | 2001–2006                             |
| Gwen Ramokgopa                |  | ANC      | 2006-2010                             |
| Kgosientso Ramokgopa          |  | ANC      | 2010-2011 puis 2011-2016              |
| Solly Msimanga                |  | DA       | du 19 aout 2016 au 11 février 2019    |
| Stevens Mokgalapa             |  | DA       | du 11 février 2019 au 26 février 2020 |
| Randall Williams              |  | DA       | du 30 octobre 2020 au 13 février 2023 |
| Murunwa Makwerela (1972-2024) |  | COPE     | du 28 février 2023 au 7 mars 2023,    |
| Cilliers Brink                |  | DA       | du 28 mars 2023 au 26 septembre 2024  |
| Nasiphi Moya                  |  | ActionSA | depuis le 9 octobre 2024              |